# Saint-Arnac
Saint-Arnac là một xã trong tỉnh Pyrénées-Orientales, vùng Occitanie phía nam nước Pháp. Xã Saint-Arnac nằm ở khu vực có độ cao 306 mét trên mực nước biển.